# Durchführungsverordnung zum Fahrlehrergesetz
Die Durchführungsverordnung zum Fahrlehrergesetz (DV-FahrlG) ist eine Verordnung des Bundes und ergänzt das Fahrlehrergesetz.
Diese Verordnung ist in sieben Abschnitte unterteilt und enthält ebenso viele Anlagen.